# Novelty piano
 (décembre 2023).
Si vous disposez d'ouvrages ou d'articles de référence ou si vous connaissez des sites web de qualité traitant du thème abordé ici, merci de compléter l'article en donnant les références utiles à sa vérifiabilité et en les liant à la section « Notes et références ».

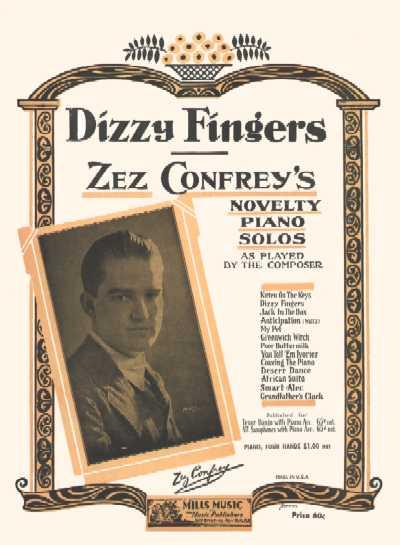
Partition de Dizzy Fingers par Zez Confrey, un des pianistes de novelty.

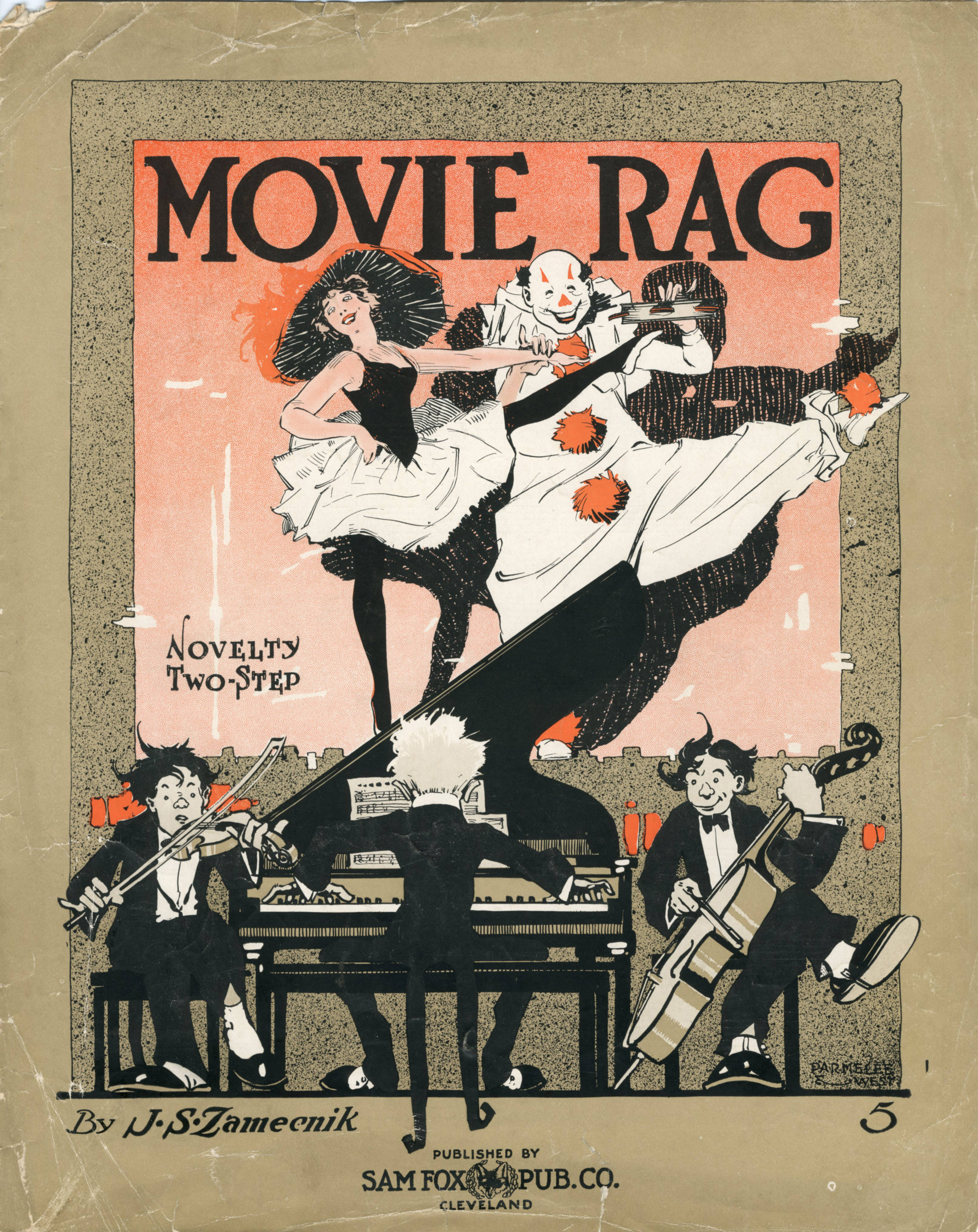
Page de couverture de Movie Rag : Novelty Two Step (1913).

Le novelty piano ou novelty ragtime est un style musical exclusivement pianistique, popularisé aux États-Unis entre 1920 et 1940.
Dernier style apparu du ragtime, il est le résultat d'une évolution musicale mené par des pianistes blancs qui travaillaient à l'arrangement et l'enregistrement de rouleaux pour piano pneumatique (pianolas). 

## Historique
Pourtant apparu à la même période que le jazz, le novelty s'en distingue par ses interprètes, tous des pianistes blancs dotés d'une culture classique étendue.
Ses sources d'inspiration viennent d’une part de la culture classique – tout particulièrement des évolutions musicales apportées par les romantiques et les compositeurs contemporains de cette époque, dont George Gershwin et Maurice Ravel – et d’autre part des chansons populaires issues des music-halls américains et qui servent de base d’improvisation ou d’arrangement aux pianistes novelty. 
Le style novelty est caractérisé par des tournures musicales mélodiques et des effets pianistiques (tricks), virtuoses et d'une grande difficulté.
Les deux plus célèbres compositions qui préfigurent le style novelty sont Nola, composé en 1915 par Felix Arndt, et My Pet, composé en 1917 par Zez Confrey. D'autres compositeurs blancs de ragtime font petit à petit la transition entre le ragtime classique (celui défendu par Scott Joplin) et le novelty. 
Le novelty se révèle au grand public en 1921 avec la composition de Zez Confrey Kitten on the Keys, qui connaît alors un très grand succès au point de devenir le “manifeste” du novelty, comme l'avait été en 1899 Maple Leaf Rag pour le ragtime classique. 
D'autres compositeurs suivent le mouvement, et de très nombreux morceaux novelty sont publiés, jusque dans les années 1930. Parmi les pianistes professionnels qui se spécialisent dans le genre, on peut citer Charley Straight, Roy Bargy, Victor Arden, Pete Wendling, Max Kortlander et le compositeur de novelty anglais Billy Mayerl qui démontre la vogue de cette musique en dehors des États-Unis.
Également source d'inspiration, à l'instar d'autres styles musicaux de cette époque tels le jazz ou le blues, des influences novelty sont perceptibles dans l'œuvre de certains musiciens dont les plus connus sont George Gershwin (dans Rhapsody in Blue), le cornettiste Bix Beiderbecke (dans In a Mist), et le banjoïste Harry Reser.
Par ailleurs, des orchestres de danse très à la mode de cette époque sont directement liés à ce genre musical comme celui conduit par Paul Whiteman.
Développé exclusivement à l'usage des pianistes professionnels dans le dessein de leur permettre de briller en montrant l'étendue de leurs talents et virtuosité, le musicologue Ronald Riddle décrit ainsi ce style : « le piano novelty fait appel à un certain nombre de procédés harmoniques destinés à attirer l'attention : accords augmentés, gammes par tons et modulations abruptes. C'est une musique à effets dont les ambiguïtés et les surprises sont calculées de façon à désorienter l'auditeur et lui donner une agréable sensation de vertige. »

Entre 1930 et 1940, avec le succès croissant des orchestres dont le piano n'occupe plus le devant de la scène, le genre novelty disparaît progressivement.
Quelques grands pianistes de jazz sont influencés par le novelty, en particulier Fats Waller dans ses propres compositions (Smashing Thirds, Valentine Stomp, Handful of Keys). D'autres y font des clins d'œil : James P. Johnson (You've Got To Be Modernistic) ou encore Art Tatum (et ses célèbres runs utilisant la gamme par tons). 
En France, le novelty connaît une certaine popularité dans les années 1920 grâce aux pianistes Clément Doucet et Jean Wiener, mais aussi Yvonne Blanc, Alain Romans, Jean Pâques et Jean Omer. Plus récemment, quelques pianistes français intègrent encore des solos de novelty dans leurs programmes de concert tels Claude Bolling, Fabrice Eulry ou Benjamin Intartaglia.

## Liste des artistes de novelty
- Felix Arndt (1889-1918)
- Roy Bargy (1894-1974)
- Zez Confrey (1895-1971)
- Charley Straight (1891-1940)
- Jean Pâques (1901-1974)
- Pauline Alpert (1905-1988)
- Frank Milne (1887-1959)

## Sources et liens externes
- Le Ragtime, Jacques B. Hess, Presses universitaires de France. (§ Le novelty ragtime)

## Vidéos
- Pauline Alpert joue "Blue baby why are you blue" de Raymond Klages - Abel Green - William Haid. Sur système Duo-Art intégré à un piano Steinway de 1917.
- Frank Milne et Rudolf Erlebach en duo jouent "Rose Marie" de Rudolf Friml. Enregistrement Duo-art.
- Frank Milne joue "Do Something" Enregistrement Duo-Art
- Frank Milne joue "Honey" de Fats Waller Enregistrement Duo-Art
- Frank Milne joue "Coquette" de Lombardo et Green. Enregistrement Duo-Art